# Ruben Kluivert
Ruben Kluivert (Amsterdam, 21 maggio 2001) è un calciatore olandese, difensore dell'Olympique Lione.

## Biografia
È nipote di Kenneth, attaccante del Suriname negli anni '60, figlio di Patrick, allenatore, dirigente ed ex calciatore e fratello di Quincy (1997), Justin (1999) e Shane (2007), tutti calciatori professionisti.

## Carriera
Cresciuto nel settore giovanile dell'Utrecht, esordisce in prima squadra l'11 maggio 2022, in occasione dell'incontro di Eredivisie pareggiato per 2-2 contro l'AZ Alkmaar. La stagione seguente gioca 14 partite in Eredivisie e all’inizio di settembre 2023 viene ceduto al Dordrecht in seconda serie.

## Statistiche

### Presenze e reti nei club
Statistiche aggiornate all'11 settembre 2022.
| Stagione        | Squadra         | Campionato      | Campionato | Campionato | Coppe nazionali | Coppe nazionali | Coppe nazionali | Coppe continentali | Coppe continentali | Coppe continentali | Altre coppe | Altre coppe | Altre coppe | Totale | Totale |
| Stagione        | Squadra         | Comp            | Pres       | Reti       | Comp            | Pres            | Reti            | Comp               | Pres               | Reti               | Comp        | Pres        | Reti        | Pres   | Reti   |
| --------------- | --------------- | --------------- | ---------- | ---------- | --------------- | --------------- | --------------- | ------------------ | ------------------ | ------------------ | ----------- | ----------- | ----------- | ------ | ------ |
| 2019-2020       | Jong Utrecht    | 1D              | 2          | 0          |                 | -               | -               |                    | -                  | -                  |             | -           | -           | 2      | 0      |
| 2020-2021       | Jong Utrecht    | 1D              | 21         | 1          |                 | -               | -               |                    | -                  | -                  |             | -           | -           | 21     | 1      |
| 2021-2022       | Jong Utrecht    | 1D              | 16         | 1          |                 | -               | -               |                    | -                  | -                  |             | -           | -           | 16     | 1      |
| 2022-2023       | Jong Utrecht    | 1D              | 1          | 0          |                 | -               | -               |                    | -                  | -                  |             | -           | -           | 1      | 0      |
| 2021-2022       | Utrecht         | ED              | 1          | 0          | CO              | -               | -               |                    | -                  | -                  |             | -           | -           | 1      | 0      |
| 2022-2023       | Utrecht         | ED              | 4          | 0          | CO              | 0               | 0               |                    | -                  | -                  |             | -           | -           | 4      | 0      |
| Totale carriera | Totale carriera | Totale carriera | 45         | 2          |                 | 0               | 0               |                    | -                  | -                  |             | -           | -           | 45     | 2      |